# 한 발은 천국에
《한 발은 천국에》(One Foot in Heaven)는 미국에서 제작된 어빙 래퍼 감독의 1941년 드라마 영화이다. 프레드릭 마치 등이 주연으로 출연하였다.
아카데미 작품상 후보로 지명되었다.

## 출연

### 주연
- 프레드릭 마치
- 마샤 스코트

### 조연
- 벨루아 본디
- 진 로크하트
- 엘리자베스 프레이저
- 해리 대번포트
- 로라 홉 크류즈
- 그랜트 미첼
- 모로니 올슨
- 프랭키 토머스
- 제롬 코원
- 어니스트 코사트
- 나나 브라이언트

## 기타
- 원작자: 하트젤 스펜스
- 총괄프로듀서: 할 B. 월리스
- 협력프로듀서: 로버트 로드
- 미술: 칼 줄리스 웨일
- 분장: 퍼크 웨스트모어
- 의상: 밀로 앤더슨